# Тоголезска вдовица
Тоголезска вдовица (Vidua togoensis) е вид птица от семейство Viduidae.

## Разпространение
Видът е разпространен в Гана, Гвинея, Камерун, Кот д'Ивоар, Либерия, Мали, Сиера Леоне и Того.